# Amt Schmallenberg
Das Amt Schmallenberg war ein  Amt im Kreis Meschede in der Provinz Westfalen und in Nordrhein-Westfalen. Im Rahmen der nordrhein-westfälischen Gebietsreform wurde das Amt zum 1. Januar 1975 aufgelöst.

## Geschichte

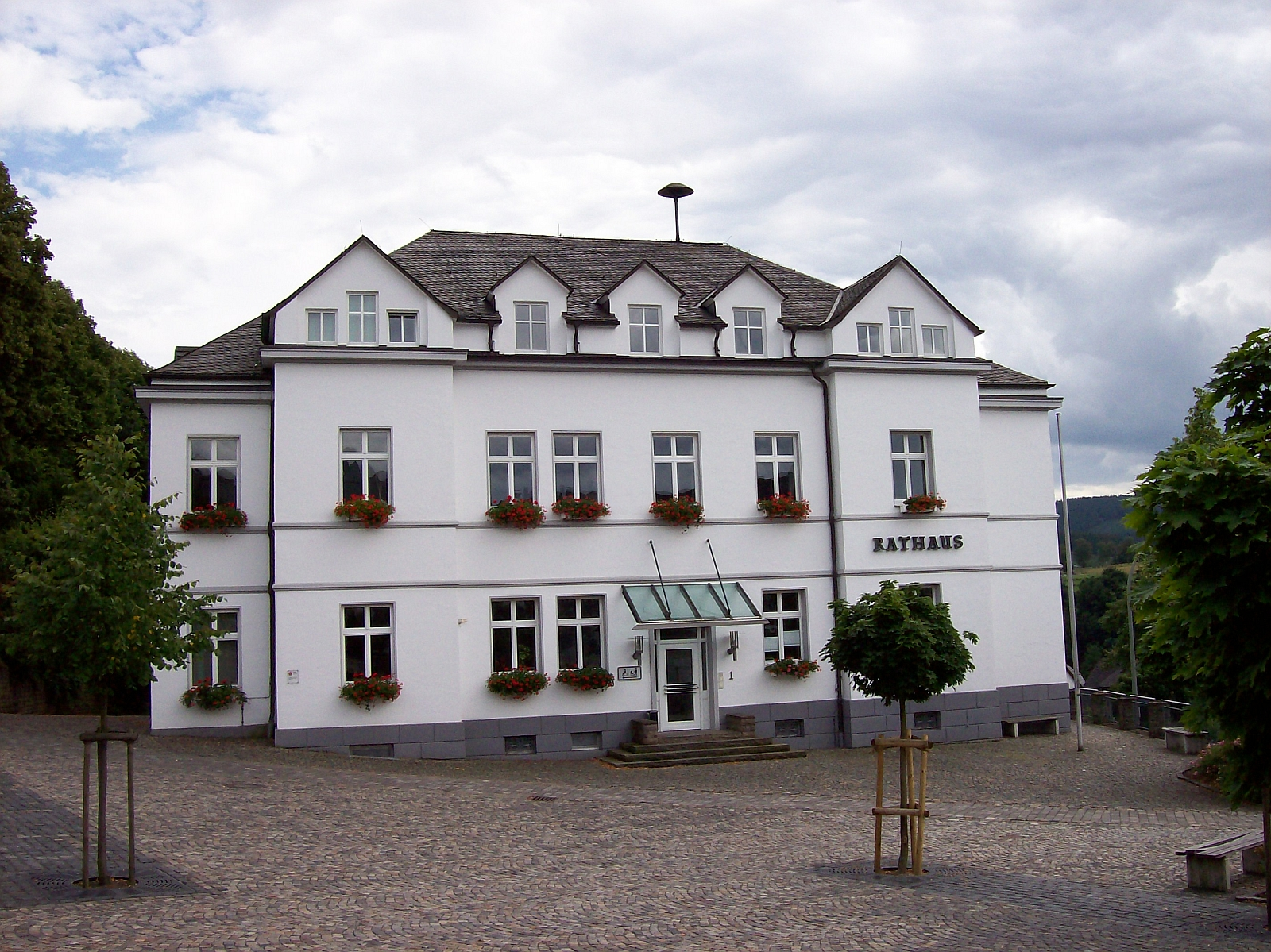
Ehemaliges Amtshaus und ältester Teil des heutigen Rathauses

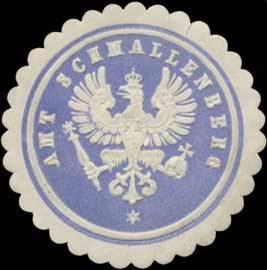
Siegelmarke Amt Schmallenberg

Am 31. Oktober 1841 wurde die erste Landgemeindeordnung für die Provinz Westfalen eingeführt. Die bisherigen Verwaltungsbezirke und Bürgermeistereien wurden in Ämter umgewandelt. An deren Spitze des Amtes stand ein Amtmann, der von der Regierung ernannt wurde.
Das Amt Schmallenberg entstand 1843 im Kreis Meschede aus der Bürgermeisterei Schmallenberg. Es umfasste zunächst die Stadt Schmallenberg sowie die Landgemeinden Oberkirchen und Grafschaft. 1844 kam noch die Gemeinde Wormbach aus dem Amt Fredeburg hinzu.
1894 regte der Amtmann Ferdinand von Papen (1852–1897) in einer Amtsversammlung den Bau eines Amtshauses an. Nach Zustimmung der Versammlung wurden die Bauplanungen von dem Baumeister Sander aus Hagen durchgeführt. Am 1. Januar 1897 war das Amtshaus nach eineinhalbjähriger Bauzeit bezugsfertig. 25 Jahre später war das Gebäude bereits zu klein, so dass Amtmann Kraß den Auftrag für einen An- und Umbau erhielt. Der Umbauentwurf wurde von dem Architekten Theodor Balzer erstellt. 1923 konnte der Anbau bezogen werden.
1920 wurde aus Teilen von Wormbach und Grafschaft die Gemeinde Fleckenberg gebildet. Somit bestand ab diesem Zeitpunkt das Amt neben der Stadt Schmallenberg aus vier Gemeinden.
Im Jahr 1961 hatte das Amt bei einer Fläche von 164,59 km² eine Einwohnerzahl von 12.382 Menschen.
Durch das Sauerland/Paderborn-Gesetz vom 5. November 1974 wurde das Amt am 31. Dezember 1974 aufgelöst. Das gesamte Amtsgebiet mit 14.670 Einwohnern fiel an die vergrößerte Stadt Schmallenberg im neuen Hochsauerlandkreis.

## Einwohnerentwicklung
| Jahr | Einwohner | Quelle |
| ---- | --------- | ------ |
| 1839 | 3.518     | [ 8 ]  |
| 1871 | 5.631     | [ 9 ]  |
| 1885 | 6.227     | [ 10 ] |
| 1895 | 6.312     | [ 11 ] |
| 1910 | 7.225     | [ 12 ] |
| 1933 | 8.444     | [ 13 ] |
| 1939 | 9.721     | [ 13 ] |
| 1950 | 12.368    | [ 14 ] |
| 1961 | 12.382    | [ 15 ] |
| 1974 | 14.670    | [ 7 ]  |

## Wappen
| Wappen des ehemaligen Amtes Schmallenberg | Blasonierung In Silber ein durchgehendes schwarzes Kreuz, belegt mit einem goldenen Schild, der zwei rote Pfähle zeigt. Beschreibung Das schwarze Kreuz symbolisiert den früheren kurkölnischen Landesherrn, den Erzbischof von Köln, während der Schild die ausgestorbenen Edelherren von Grafschaft repräsentiert. |

## Amtmänner/Amtsbürgermeister/Amtsdirektoren
- 1841 bis 1888: Wilhelm Röper
- – 1897: Ferdinand von Papen
- 1897–1908: Wilhelm Röper (II), Sohn des Amtmannes Röper
- 1908: Lothar von Fürstenberg (1870–1951), übernahm anschließend die Verwaltung des Familiengutes Schloss Eggeringhausen[17]
- 1910: von Borries
- 1913–1937: Laurenz Kraß[18]
- 1937–1943: Fitz Riese[19]
- 1944–1945:
- 21. Juli 1945 bis April 1946: Klaus Siebenkotten (Amtsbürgermeister und zugleich Stadtbürgermeister)[20]
- April 1946 bis September 1946: Albert Dameris (Amtsbürgermeister und zugleich Stadtbürgermeister; der Amtsbürgermeister war in der Zeit vom 15. Dezember 1945 bis 29. September 1946 Vorsitzender des, von der Militärregierung berufen, ersten Stadtrates)
- April 1946 bis 31. Juli 1957: Klaus Siebenkotten (Amtsdirektor; bis zum Ruhestand am 31. Juli 1957)[21]
- 4. September 1957 - : Bernhard Scholl (Amtsdirektor)

## Ergebnisse der Reichstagswahlen 1932 und 1933
Die Wahlbeteiligung im Amt Schmallenberg lag bei der Reichstagswahl am 31. Juli 1932 bei 96,5 % und am 5. März 1933 bei 82,3 %.
| Partei                            | Stimmen Reichstagswahl 1932 | Stimmen Reichstagswahl 1933 |
| --------------------------------- | --------------------------- | --------------------------- |
| Sozialdemokraten                  | 166                         | 56                          |
| Nationalsozialisten               | 532                         | 1011                        |
| Kommunisten                       | 212                         | 110                         |
| Zentrum                           | 3499                        | 2929                        |
| Deutschnationale                  | 181                         | –                           |
| Schwarzweißrot                    | –                           | 164                         |
| Deutsche Volkspartei              | 33                          | 7                           |
| Wirtschaftspartei                 | 21                          | –                           |
| Staatspartei                      | 7                           | 3                           |
| Landvolk                          | 13                          | –                           |
| Christlicher Sozialer Volksdienst | 13                          | 3                           |
| Sonstige                          | 20                          | 3                           |

## Ergebnisse der Landtagswahlen 1947 und 1966
Die erste Landtagswahl am 20. April 1947 gewann die CDU. Bei der sechsten Landtagswahl am 10. Juli 1966 legte die SPD im Vergleich zur Wahl 1962 um 416 Stimmen zu. 1966 waren im Amt Schmallenberg 7983 Personen wahlberechtigt. Insgesamt beteiligten sich in dem Jahr 6626 Wähler.
| Partei  | Stimmen Landtagswahl 1947 | Stimmen Landtagswahl 1966 |
| ------- | ------------------------- | ------------------------- |
| CDU     | 2.440                     | 4.441                     |
| SPD     | 998                       | 1.776                     |
| KPD     | 104                       | –                         |
| Zentrum | 1.262                     | –                         |
| FDP     | –                         | 319                       |